# Amoenitates Italicae
Amoenitates Italicae (abreviado Amoen. Ital.) es un libro con ilustraciones y descripciones botánicas que fue escrito por el médico y un botánico italiano Antonio Bertoloni y publicado en Bologna el año 1819 en latín con el título Amoenitates Italicae sistentes apuscula ad rem herbariam et zoologiam Italiae spectantia.